# Lijst van Surinaamse nieuwsmedia
Dit is een lijst van Surinaamse nieuwsmedia. De media richten zich geheel of voor een belangrijk deel op Suriname en Surinamers, in het land zelf of daarbuiten. 

## Papieren kranten
Van de onderstaande media zijn regulier (ook) papieren versies verschenen:
- 1774-1790: Weeklyksche Woensdaagsche Surinaams(ch)e Courant
- 1785-1793: De Surinaamsche Nieuwsvertelder
- 1792: Gazette de Surinam
- 1792-1793: Teutsches Wochenblatt für Surinam
- 1793-1797: Weeklyksche Surinaamsche Courant
- 1794: Saturdagsche Courant van Nieuws, Smaak en Vernuft
- 1804-1806: Bataafsche Surinaamsche Courant
- 1804-1809: Binnenlandsche Surinaamsche Courant
- 1805-1814: Surinaamsche Courant = The Surinam Gazette (Nederlands/Engelstalig)
- 1811-1829: Geprivilegeerde Surinaamsche Courant
- 1842-1872: De Kolonist. Dagblad toegewijd aan de belangen van Suriname
- 1845-1862: Surinaamsch Weekblad, voortgezet in De West-Indiër
- 1848-1870: Koloniaal Nieuwsblad, voortgezet in Suriname (krant)
- 1863-1898: De West-Indiër
- 1871-1943: Suriname
- 1894-1955: De Surinamer
- 1909-heden: De West
- 1929-1936: De Banier van Waarheid en Recht
- 1943-1978: Lam Foeng
- 1943-1957: Het Nieuws
- 1949-1950: Reveille
- 1952-1957: De Tijd
- 1954-1967: Nieuw Suriname
- ?-heden: Kong Ngie Tong Sang Dagblad
- 1957-1972: Tsu-Yu
- 1957-heden: De Ware Tijd
- 1969-1982: De Vrije Stem
- 1982-heden: Chung Fa Dagblad
- 2002-heden: Dagblad Suriname
- 2003-heden: Times of Suriname

## Uitsluitend online
De onderstaande nieuwsmedia publiceren uitsluitend online:
- 1999-heden: Waterkant (ook Nederlands-Surinaams nieuws)
- 2000-heden: ABC
- 2003-heden: United News
- 2010-heden: Starnieuws
- 2010-heden: GFC (voorheen Surinaams, nu algemeen lifestyle en mediabedrijf)
- 2010-heden: Suriname Nieuws
- 2012-heden: Suriname Herald
- 2015-heden: Familienieuws.com
- 2015-heden: AllesinSu
- 2019-heden: SUN (Suriname U-News)
- 2021-heden: Key News
- 2024-heden: RInieuws

## Magazines
- 1960-1982: De Vrije Stem
- 2006-heden: Parbode